# Ozodicera (Dihexaclonus) longisector
Ozodicera (Dihexaclonus) longisector is een tweevleugelige uit de familie langpootmuggen (Tipulidae). De soort komt voor in het Neotropisch gebied.